# Monchy-Cayeux
 Monchy-Cayeux  es una población y comuna francesa, situada en la región de Norte-Paso de Calais, departamento de Paso de Calais, en el distrito de Arras y cantón de Heuchin.

## Demografía[3]
| 183 | 436 | 194 | 330 | 365 | 370 | 369 | 366 | 324 | 340 | 399 | 406 | 401 | 399 | 429 | 373 | 366 | 382 | 391 | 360 | 397 | 413 | 420 | 382 | 333 | 368 | 343 | 313 | 286 | 277 | 297 | 274 | 282 |
| Para los censos de 1962 a 1999 la población legal corresponde a la población sin duplicidades (Fuente: INSEE [Consultar]) |     |     |     |     |     |     |     |     |     |     |     |     |     |     |     |     |     |     |     |     |     |     |     |     |     |     |     |     |     |     |     |     |